# Bernardo Avelino Gavião Peixoto
Bernardo Avelino Gavião Peixoto (São Paulo, 10 de novembro de 1829 — Santos, 14 de março de 1912) foi um político brasileiro. 

## Biografia
Filho de Bernardo José Pinto Gavião Peixoto e Ana de Andrade Vasconcelos Gavião.
Formou-se em direito pela Faculdade de Direito de São Paulo em 1849.
Foi deputado geral por três legislaturas e presidente da província do Rio de Janeiro, nomeado por carta imperial de 18 de fevereiro de 1882, de 16 de março de 1882 a 28 de outubro de 1883.
Casou-se com Josefa Ribeiro da Silva com quem teve Josefina, Ana Rita, Maria da Glória, Rita, Bernardo e Antonio.

### Sesmaria de Cambuhy
Em 6 de novembro de 1823 Brites Maria Pinto Gavião foi determinada a dona da parcela de Cambuhy da enorme sesmaria da região (concedida a Pedro José Netto pelo príncipe regente).
Em 23 de março de 1876 Brites Maria Pinto Gavião, em seu testamento, deixou essas terras para seu sobrinho Bernardo Avelino Gavião Peixoto.
Quando essa morreu um mês depois começou o processo de inventário. Como executor, Bernardo Avelino tentou leiloar essas terras para quitar as dívidas da tia mas sem sucesso.
Em 19 de dezembro de 1876, ele fechou acordo com o mais importante credor, o barão de Três Rios Joaquim Egídio de Souza Aranha.
Finalmente, em 21 de abril de 1884, ele se tornou dono da área de Cambuhy pelo valor de dezesseis contos de réis. A medição da área foi feita por Ernesto Abbt que determinou conter trinta mil quinhentos (30.500) alqueires paulistas.
Bernardo Avelino se desfez de partes da sua área. Vendeu pedaços dessa terra para pagar dívidas. 
Em 1884, vendeu um pedaço ao norte da sesmaria chamado Fazenda Santa Cândida para Firmiano de Morais Pinto que se casou com sua sobrinha. 
Em 16 de novembro de 1905 vendeu a São Paulo dois mil quinhentos (2.500) alqueires para formar colônias de imigrantes europeus. Em 21 de dezembro de 1905 vendeu mais dois mil quinhentos (2.500) para o estado com a mesma finalidade.
Em 25 de novembro de 1911, pouco antes de morrer, Bernardo Avelino vendeu o restante de suas terras para Carlos Leôncio de Magalhães, apelidado Nhonhô. Duas filhas de Bernardo Avelino também venderam os pedaços adiantados pelo pai. Ao final de tudo foram vendidos vinte cinco mil alqueires (25.000) por mil setecentos contos de réis (Rs 1.700.000$000).